# Stypodon signifer
Stypodon signifer är en fiskart som beskrevs av Garman, 1881. Stypodon signifer ingår i släktet Stypodon och familjen karpfiskar. IUCN kategoriserar arten globalt som utdöd. Inga underarter finns listade i Catalogue of Life.